# Fokions begravning
Fokions begravning eller Landskap med Fokions begravning är en oljemålning av den franske barockkonstnären Nicolas Poussin från 1648. Den är i privat ägo, tillhör earlen av Plymouth men är utlånad till National Museum of Wales i Cardiff.
Poussin föddes 1594 i Normandie, men var bosatt i större delen av sitt liv i Rom där han utvecklade ett klassiskt måleri. Han intresserade sig inte nämnvärt för sin samtid utan fokuserade helt och hållet på historiska, mytologiska och bibliska motiv. 
Fokion var en general i antikens Aten som pläderade för fred med Makedonien när stadens majoritet ville ha krig. Hans fiender lyckades på falska grunder få honom vanärad och dömd till döden. Poussins målning skildrar hur hans döda kropp bärs bort av två trogna slavar efter att han förvägrats en begravning i Aten. I en annan målning, Landskap med Fokions aska, skildrar Poussin hur änkan samlar ihop askan efter hans brända kropp i staden Megara som ligger 40 km utanför Aten.

## Relaterade målningar
Det finns ytterligare två versioner av målningen. Den ena ingår i Louvrens samlingar i Paris och den andra är utställd på Glass House i New Canaan i Connecticut. Cardiffversionen anses dock vara den ursprungliga och det råder osäkerhet om de andra versionerna är utförda av Poussin själv eller av en okänd samtida konstnär. Poussin målade även en pendang till Fokions begravning, Landskap med Fokions aska eller Landskap med Fokions aska samlas ihop av hans änka. Den målades samma år (1648) och är sedan 1983 utställd på Walker Art Gallery i Liverpool. De båda tavlorna beställdes av en sidenhandlare från Lyon.

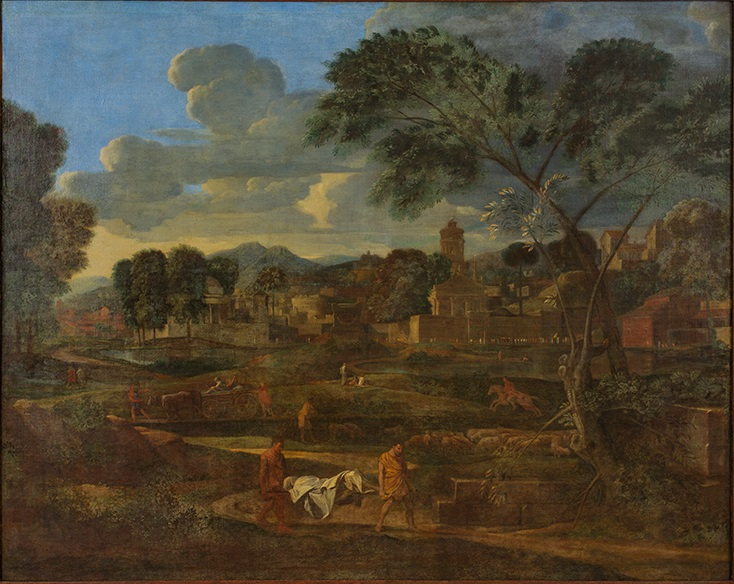
Versionen på Glass House i New Canaan (121 x 151 cm).
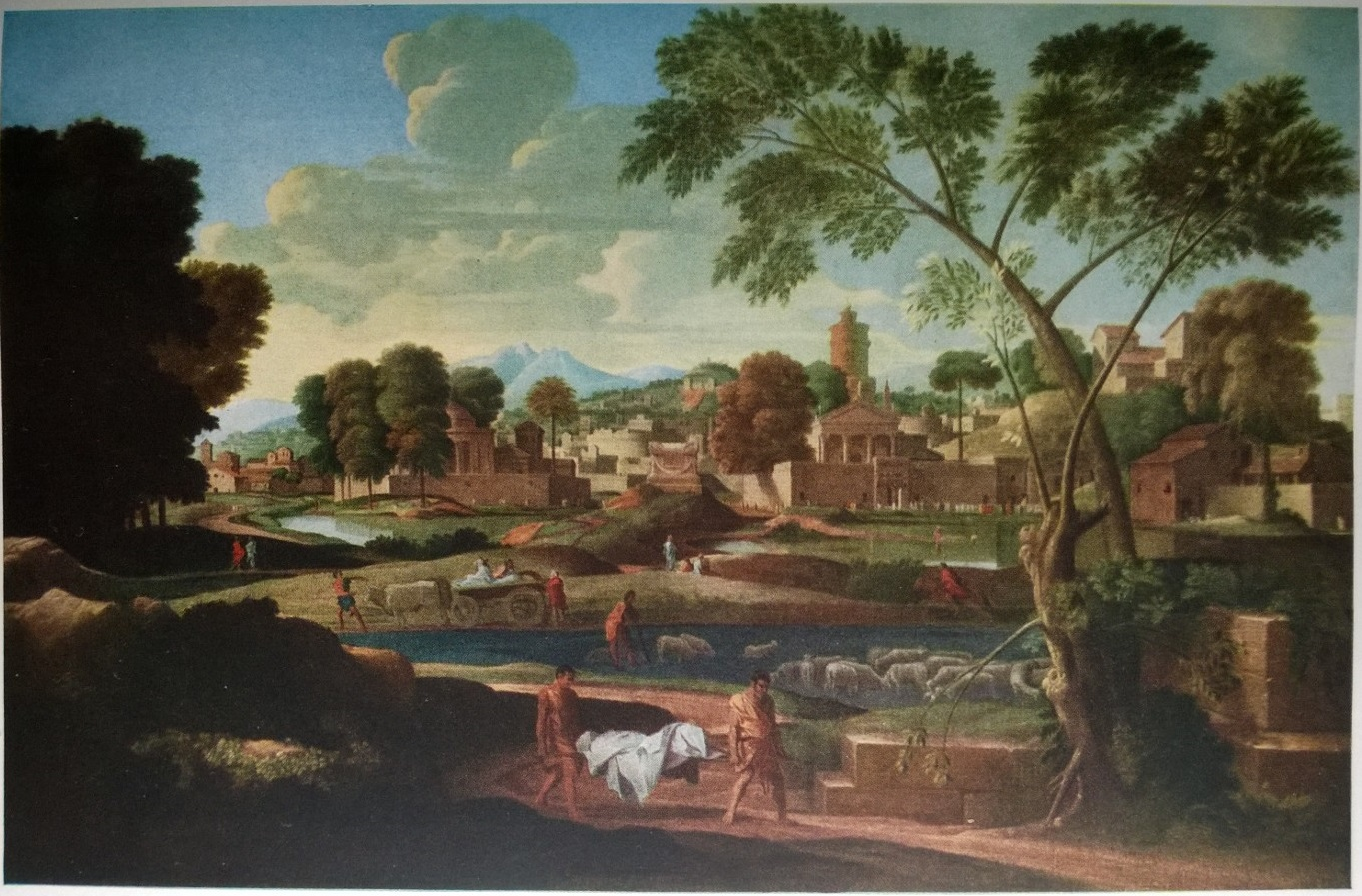
Versionen på Louvren (119 x 169 cm).
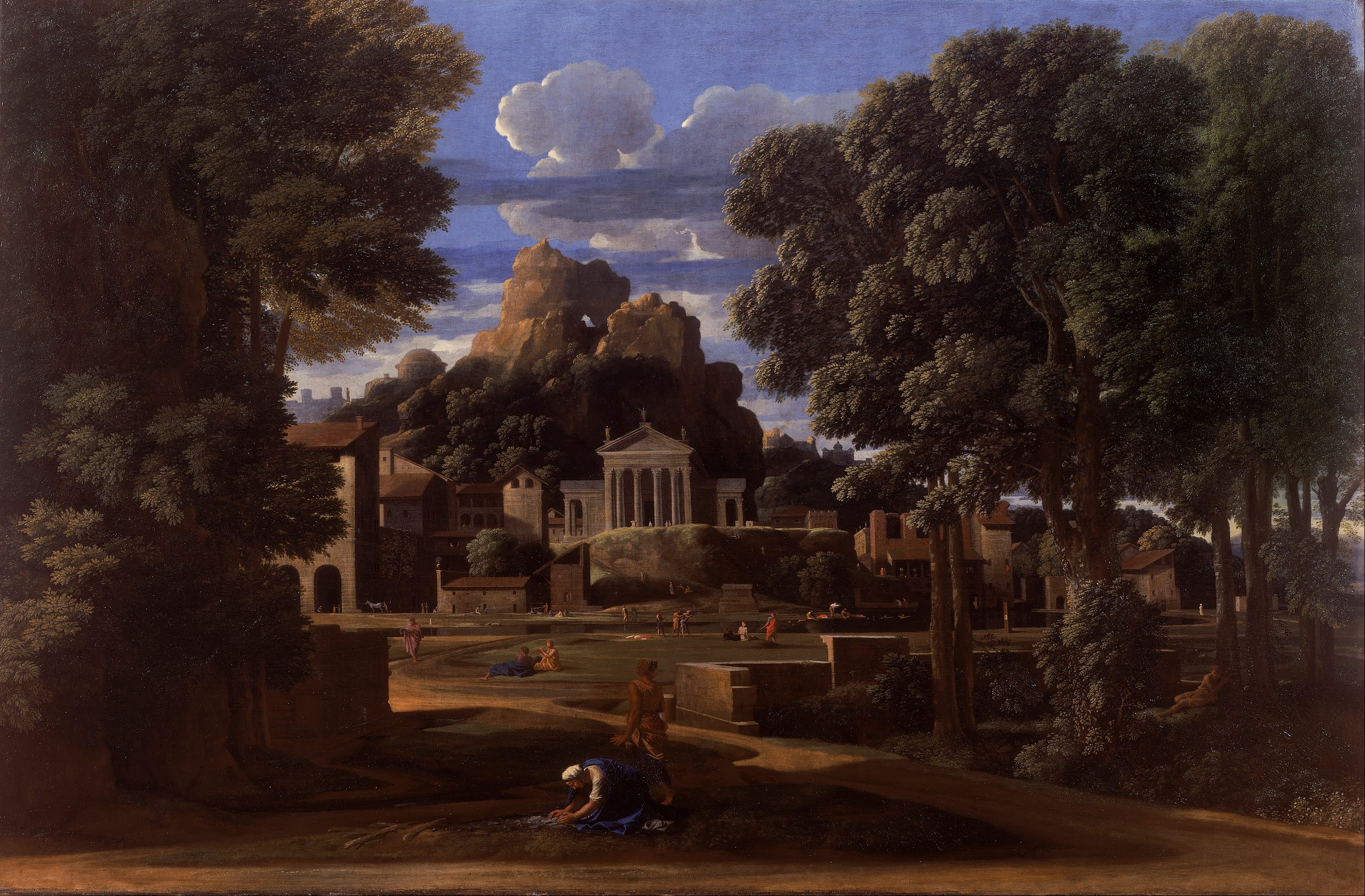
Poussins Landskap med Fokions aska från 1648, Walker Art Gallery i Liverpool (116 x 176 cm).